# Аурах (Німеччина)
Аурах (нім. Aurach) — громада в Німеччині, розташована в землі Баварія. Підпорядковується адміністративному округу Середня Франконія. Входить до складу району Ансбах.
Площа — 36,72 км2. Населення становить 3007 ос. (станом на 31 грудня 2020).